# Smérinthe du tremble
Laothoe amurensis
Espèce
Le Smérinthe du tremble, Laothoe amurensis, est une espèce de lépidoptères (papillons) appartenant à la famille des Sphingidae, sous-famille des Sphinginae et du genre Laothoe.

## Répartition
L'espèce est connue de la Finlande à la Chine.

## Description
- Envergure du mâle : de 32 à 39 mm.

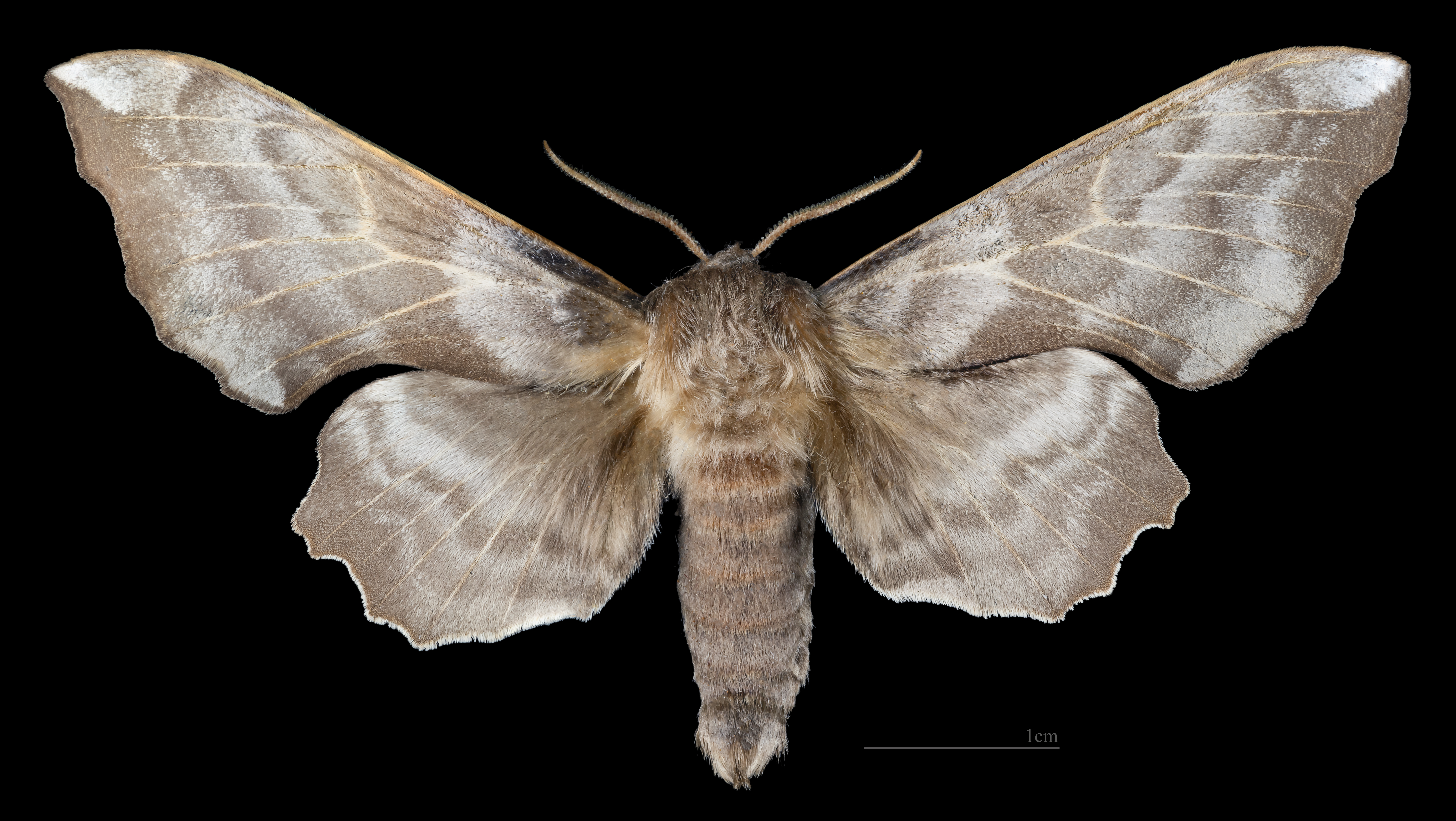
Avers du mâle (coll.MHNT)
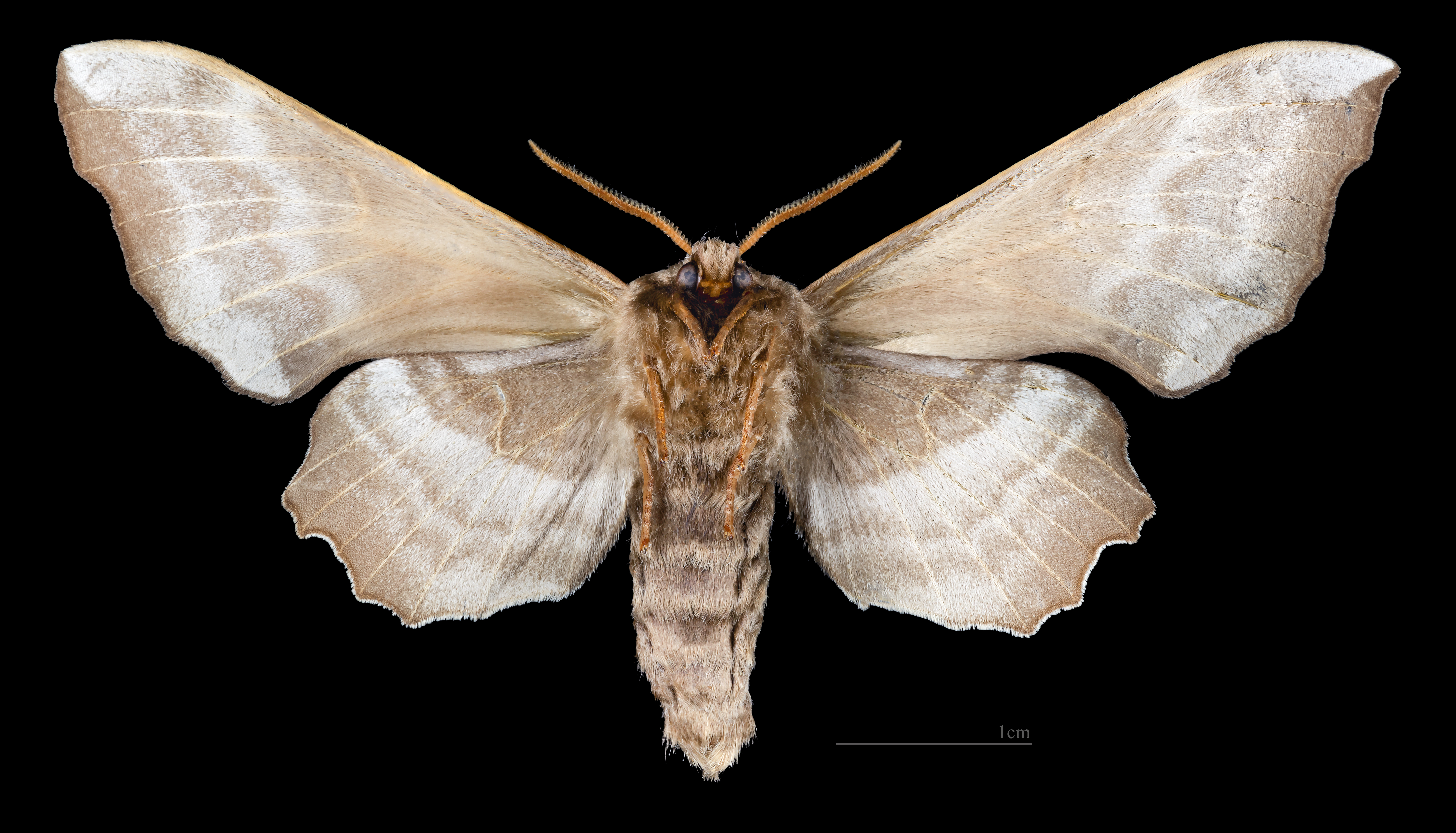
Revers du mâle (coll.MHNT)

## Biologie
- Période de vol : juin.
- Habitat : lieux humides.
- Plantes-hôtes : Populus tremula.

## Systématique
L'espèce a été décrite par l’entomologiste allemand Staudinger en 1879.

### Synonymie
- Sphinx tremulae Boisduval, 1828
- Laothoe tremulae baltica Viidalepp, 1979
- Smerinthus amurensis rosacea Staudinger, 1892

### Liste des sous-espèces
- Laothoe amurensis amurensis (Staudinger, 1879)
- Laothoe amurensis sinica (Rothschild & Jordan, 1903)

### Source
- P.C. Rougeot, P. Viette, Guide des papillons nocturnes d'Europe et d'Afrique du Nord,  Delachaux et Niestlé, Lausanne 1978.